# Република Карелия
Вижте пояснителната страница за други значения на Карелия.
Република Карелия или само Карелия е федерален субект в състава на Руската федерация. Част е от Северозападния федерален окръг и Северния икономически район. Площ 180 520 km2 (17-о място в Русия, 1,05%), население на 1 януари 2017 г. 627 083 души (69-о място в Русия, 0,43%). Столица е град Петрозаводск. Разстояние от Москва до Петрозаводск – 925 km.

## История
Образувана е на 8 юни 1920 г. като Карелска трудова комуна (автономно областно обединение). На 25 юли 1923 г. Карелската трудова комуна получава статут на автономна република в състава на РСФСР – Карелска АССР. На 31 март 1940 г. е преименувана на Карело-финска съветска социалистическа република, а на 16 юли 1956 г. е възвърнат старият ѝ статут Карелска АССР. На 24 май 1991 г. става Карелска ССР в състава на ОНД, а от 13 ноември 1991 г. – Република Карелия в състава на Руската Федерация.

## Географска характеристика

### Географско положение, граници, големина
Република Карелия е разположена в северозападната част на Европейска Русия, в Северозападния федерален окръг и Северния икономически район. Заема територия от 180 520 km2 (1,05% от територията на Руската федерация, 17-о място в държавата). На запад граничи с Финландия, на север – с Мурманска област, на изток – с Архангелска област и на юг – с Вологодска и Ленинградска област. На североизток се мие от бреговете на Бяло море, а на юг в нейните предели попадат големи участъци от Ладожкото и Онежкото езера.

### Релеф
Страната попада в източната част на Балтийския щит, като релефът ѝ представлява хълмиста равнина с ясно изразени следи (моренни валове, ози, езерни котловини и др.) от дейността на древния ледник, покривал днешната територия на Карелия. На запад и северозапад се простират източните части на възвишението Манселкя, започващо във Финландия. В северозападния ъгъл на страната, в близост до границата с Финландия се намира най-високата ѝ точка – връх Нуоруунен 577 m. Източно от възвишението Манселкя се намира Западно-Карелското възвишение – три реда ниски възвишения (ридове) с посока от северозапад на югоизток и с максимална височина до 417 m. В пониженията между ридовете се намират малки езерно-ледникови равнини, заето от големи и малки езера и блата. Основните низини са три: Прибеломорска, Олонецка и Водлинска. Крайбрежието на Бяло море (Поморски и Карелски бряг) е силно разчленено с множество, заливи, полуострови и острови.

### Полезни изкопаеми
От полезните изкопаеми с промишлено значение са строителните материали (гранит, диабаз, кварцит, мрамор, доломит), пегматити, желязна руда (железни кварцити – Костомукшко находище, титано-магнетити – Пудожгорско находище), слюда.

### Климат
Страната се намира в умерения климатичен пояс и съчетава умерено-континенталния и морския климат: сравнително мека и продължителна зима, прохладно лято, висока относителна влажност на въздуха, малка температурна дневна и годишна амплитуда. Средна февруарска температура от -9 °C до -13 °C, средна юлска 14 – 16 °C. Средногодишната сума на валежите на югозапад е около 600 mm, а на север 400 – 500 mm с максимум през лятото. Продължителността на вегетационния период (с денонощни температури над 10 °C) от 125 дни на юг до 70 дни на север.

### Води
От изток на запад, а след това на северозапад през централната част на Карелия преминава Главния вододел между водосборните басейни на Северния ледовит океан (Бяло море, 60%) и Атлантическия океан (Балтийско море, 40%). Речната мрежа е представена от около 27,6 хил. реки с обща дължина около 83 хил. km. В голямата си част тези реки са малки, съединяващи многочислените проточни езера и образуващи големи езерно-речни системи. Макар и малки те са многоводни, с прагове и водопади, със слабо врязани долини. Подхранването им е смесено – снежно-дъждовно (40% и 30% съответно) и са с характерно пролетно пълноводие и зимно маловодие. Поради това, че езерата през които протичат са естествени регулатори на речния отток фазите на речния режим не са така ясно изразени. Карелските реки обикновено замръзват през ноември или декември, а се размразяват през април или началото на май. Най-големи реки са: Кем, Виг, Керет, вливащи се Бяло море, и Водла, Суна, Шуя, вливащи се в Онежкото езеро.
Карелия, заедно със съседната Финландия са страните на езерата и блатата. В страната има над 73 хил. езера и изкуствени водоеми с обща площ над 36 хил. km2. Повечето от карелските езера са с ледниково-тектонски произход, образувани в пониженията на релефа и преоформени от дейността на древния ледник, по-малка част са само ледникови, появили се от ерозионната му дейност и най-малка част – тези които са се образували от преграждането на речните долини с ледникови наноси. Почти всички езера в страната са проточни или отточни. Много от големите езера в Карелия са преобразувани във водохранилища, като част от тях напълно са погълнати от водохранилищата, а други частично са съхранили своята конфигурация. Най-големите езера на Карелия са и най-големите европейски езера – Ладожкото и Онежкото езера, към тях се прибавят още 11 езера с площ над 200 km2: Топозеро, Вигозеро, Пяозеро, Сегозеро, Водлозеро, Керет, Тикшозеро, Средно Куйто, Нюк, Пюхяярви. Блатата в страната заемат 18% от територията ѝ и съдържат над 4 млрд.т торф.

### Почви, растителност, животински свят
Основните почви в Карелия са: подзолисти, блатно-подзолисти и блатни. Горите заемат 1/2 от територията на страната, като експлоатационните им запаси съставляват над 600 млн.m3. 58% са запасите от бор, 38% – смърч и 4% широколистни (карелска бреза, елша, осика). Животинският свят е разнообразен – бял заек, речен бобър, андатра, кафява мечка, северен елен, лос и др. Важно промишлено значение имат морските и сладководни риби.

## Население
На 1 януари 2017 г. населението на републиката е 627 083 души (0,43% от населението на Руската федерация, на 17-о място в държавата). Степента на урбанизацията на населението е 75,03%, а плътността – 4,2 души/км2.
Националният състав на населението е следният:
- руснаци – 76,64%
- карели – 9,17%
- беларуси – 5,26%
- украинци – 2,69%
- финландци – 1,98%
- вепси – 0,68%
- други – 0,68%

## Административно-териториално деление
В административно-териториално отношение Република Карелия се дели на 2 републикански градски окръга и 16 муниципални района. Има 13 града, в т.ч. 2 града с републиканско подчинение (Петрозаводск и Костомукша) и 11 града с районно подчинение и 11 селища от градски тип.
| Административна единица      | Площ (km2) | Население (2017 г.) | Административен център | Население (2017 г.) | Разстояние до Петрозаводск (в km) | Други градове и СГТ с районно подчинение |
| ---------------------------- | ---------- | ------------------- | ---------------------- | ------------------- | --------------------------------- | ---------------------------------------- |
| Републикански градски окръзи |            |                     |                        |                     |                                   |                                          |
| Костомукша                   | 4046       | 30 061              | гр. Костомукша         | 29 526              | 460                               |                                          |
| Петрозаводск                 | 113        | 278 551             | гр. Петрозаводск       | 278 551             |                                   |                                          |
| Муниципални райони           |            |                     |                        |                     |                                   |                                          |
| Беломорски                   | 12 930     | 16 663              | гр. Беломорск          | 9861                | 376                               |                                          |
| Калевалски                   | 13 030     | 6921                | сгт Калевала           | 3881                | 616                               |                                          |
| Кемски                       | 7950       | 15 496              | гр. Кем                | 11 604              | 434                               |                                          |
| Кондопожки                   | 5940       | 37 444              | гр. Кондопога          | 30 802              | 54                                |                                          |
| Лахденпохски                 | 2180       | 13 215              | гр. Лахденпохя         | 7449                | 331                               |                                          |
| Лоухски                      | 22 710     | 11 771              | сгт Лоухи              | 4053                | 600                               | Пяозерски, Чупа                          |
| Медвежегорски                | 13 730     | 28 278              | гр. Медвежегорск       | 14 446              | 155                               | Пиндуши, Повенец                         |
| Муезерски                    | 18 180     | 10 278              | сгт Муезерски          | 2862                | 375                               |                                          |
| Олонецки                     | 3920       | 20 807              | гр. Олонец             | 8130                | 158                               |                                          |
| Питкярантски                 | 2270       | 18 042              | гр. Питкяранта         | 10 589              | 281                               |                                          |
| Приотежки                    | 4600       | 21 958              | гр. Петрозаводск       |                     |                                   |                                          |
| Пряжински                    | 6430       | 14 343              | сгт Пряжа              | 3524                | 51                                |                                          |
| Питкярантски                 | 2270       | 18 042              | гр. Питкяранта         | 10 589              | 281                               |                                          |
| Пудожки                      | 12 660     | 18 528              | гр. Пудож              | 9044                | 373                               |                                          |
| Сегежки                      | 10 640     | 37 265              | гр. Сегежа             | 27 108              | 267                               | Надвоици                                 |
| Сортавалски                  | 2190       | 31 189              | гр. Сортавала          | 18 762              | 267                               | Вяртсиля, Хелюля                         |
| Суоярвски                    | 13 580     | 16 273              | гр. Суоярви            | 9053                | 139                               |                                          |

## Икономика
Добре развити са дърводобивната и дървообработващата промишленост и машиностроенето (производство на оборудване за дърводобив и дървообработване, енергомашиностроене), черната металургия, рибната промишленост.
В селското стопанство републиката е специализирана в животновъдството за месо и мляко.
| хиляди хектара | 67 | 82,8 | 77,3 | 66,5 | 46,9 | 38,4 | 32,5 |